# Percival House Football Club
Percival House Football Club foi um clube de futebol inglês com sede em Londres, fundado em 1863, tendo sido um dos membros fundadores da Football Association.